# Златоврх
Златоврх (мкд. Златоврв), планински је врх, планине Злато, висок 1.422 метара, Налази се непосредно изнад манастира Трескавац код Прилепа.
Име је добио због одсјаја Сунца који настаје у зору изнад његових гранитних стена, у области Пелагоније, јер личи на одсјај злата.
Према легенди коју је написао Горче Петров, врх је добио име због златне јабуке постављене на громобрану на самом врху планине. Громобран је имао златну лопту да би привукао електрицитет. Иначе, само име манастира “Трескавец“ указује да ово место има јаке и честе громове.

## Природни и географски облици
Златоврх је највиши врх планине Злато која протеже по источном огранку планине Бабуна. Планина се налази у близини села Присад и протеже се скоро паралелним правцем исток-запад са благим нагибом ка југу.
Предео је детаљно описао Горче Петров (мкд. Ѓорче Петров). Описао га је као место које се први поглед меља свој изглед. Бабуна представља велико пространство, веће од саме планине, која је у почетку предствљала само велику гомилу стена.
Врх је виши и масовнији у односу на врхове Јакупица и Козјака, који се такмиче у небеско плавом изгледу налик брдима који се налазе између њих. Златоврх је мали планински врх који се састоји из два дела: Дабничке планине и простора између планине и Оревоачке реке.
Даничка река силази са брда, и сече град Прилеп са севера ка југу, а испод северне стране пролази велешки пут. Са западне стране, силази ка југу низак и пљоснат рам брда, који се протеже чак до села Коњари, или 2 часа западно од Прилепа. Под угглом силази ка југу трећи венац, који завршава врхом Маркове куле,ка северозападној страни Прилепа, на чијој јужној страни је село Варош.
Цела ова група је сасвим стеновита и без дрвећа. Леска и трава по равницима су једина вегетација.
Ипак, донедавно, ту је расла храстова шума.

## Успон
Највиши планински врх Пелагоније, удаљен је десетак километара северозападно од средњовековног града Прилепа, на стеновитим огранцима планинског венца Бабуне.
Успон на Златоврх је прилично тежак, чак и опасан, због услова на терену попут великих нагиба стена, између којих се налазе велике шупњине. Стаза може бити веома клизава у када пада киша или снег и када је стаза под ледом.
Стене поред стазе су од гранита. Чврсте су, различитих нијанси зелене боје. Стазе је дугачка око 6 километара. У близини стазе налази се неколико извора пијаће воде.
Поглед са запада и југа отвара видик ка целом пољу Прилепа у Пелагонији која је окружена Бушевом планином, где се налази Крушево.
Са југа се види цела Селечка планина а иза тога врх Кајмакчалана.
Саисточне стране види се гребен Плетвар, вештачко прилепско језеро и Дабничка планине.
У подножју Златоврха, налази се манастир Трескавац, који је у 14. веку обновио цар Душан.